# Episodi de La famiglia Hogan (quinta stagione)
La quinta stagione della serie televisiva La famiglia Hogan è stata trasmessa in anteprima negli Stati Uniti d'America dalla NBC tra il 18 settembre 1989 e il 7 maggio 1990.
| nº | Titolo originale         | Titolo italiano | Prima TV USA      | Prima TV Italia |
| -- | ------------------------ | --------------- | ----------------- | --------------- |
| 1  | Paris (Part 1)           |                 | 18 settembre 1989 |                 |
| 2  | Paris (Part 2)           |                 | 25 settembre 1989 |                 |
| 3  | Paris (Part 3)           |                 | 2 ottobre 1989    |                 |
| 4  | The Tracks of My Tears   |                 | 9 ottobre 1989    |                 |
| 5  | The Rivals               |                 | 16 ottobre 1989   |                 |
| 6  | License to Drive         |                 | 23 ottobre 1989   |                 |
| 7  | The Hospital             |                 | 6 novembre 1989   |                 |
| 8  | Get a Job                |                 | 13 novembre 1989  |                 |
| 9  | Stir Crazy               |                 | 20 novembre 1989  |                 |
| 10 | Educating Rita           |                 | 27 novembre 1989  |                 |
| 11 | Stan and Deliver         |                 | 4 dicembre 1989   |                 |
| 12 | Sandy in Love            |                 | 11 dicembre 1989  |                 |
| 13 | Snowbound                |                 | 8 gennaio 1990    |                 |
| 14 | Bad Day at Bossy Burger  |                 | 15 gennaio 1990   |                 |
| 15 | The Franklin Family      |                 | 22 gennaio 1990   |                 |
| 16 | Forget Me Not            |                 | 29 gennaio 1990   |                 |
| 17 | Heartburn                |                 | 5 febbraio 1990   |                 |
| 18 | The Go-Between           |                 | 19 febbraio 1990  |                 |
| 19 | Used Car                 |                 | 26 febbraio 1990  |                 |
| 20 | Mutiny on the Bossy      |                 | 5 marzo 1990      |                 |
| 21 | Crimes and Misdemeanors  |                 | 12 marzo 1990     |                 |
| 22 | A Matter of Principal    |                 | 19 marzo 1990     |                 |
| 23 | Prom, Lies and Videotape |                 | 7 maggio 1990     |                 |